# Junnosuke Suzuki
Pour les articles homonymes, voir Suzuki (homonymie).
Junnosuke Suzuki (鈴木 淳之介, Suzuki Junnosuke), né le 12 juillet 2003 à Kakamigahara au Japon, est un footballeur international japonais. Il évolue au poste de défenseur central au FC Copenhague.

## Biographie

### En club
Né à Kakamigahara dans la préfecture de Gifu au Japon, Junnosuke Suzuki joue notamment au SC Gifu Vamos puis pour le club de l'Université Teikyo Kani, avec lequel il s'illustre en 2021 lors de la finale du Championnat national de football des lycées de la préfecture de Gifu en marquant un but contre Chukyo, contribuant de cette façon à la victoire des siens (6-1 score final).

#### Shonan Bellmare (2022-2025)
En début d'année 2022, Junnosuke Suzuki rejoint le Shonan Bellmare. Le transfert est officialisé quelques mois avant, en 2021. 
Il joue son premier match en professionnel le 1er juin 2022, lors d'une rencontre de coupe du Japon face au Vertfee Yaita (en). Il est titularisé lors de ce match remporté par son équipe (3-0 score final).
Il participe à son premier match de J. League 1, lors de la première journée de la saison 2023 contre le Sagan Tosu le 18 février 2023. Il entre en jeu ce jour-là à la place de Ryota Nagaki, et son équipe l'emporte par cinq buts à un,.

#### FC Copenhague (depuis 2025)
Le 9 juillet 2025, Junnosuke Suzuki rejoint le FC Copenhague. Il signe un contrat de cinq ans, soit jusqu'en juin 2030.

### En sélection
Junnosuke Suzuki est convoqué pour la première fois avec l'équipe nationale du Japon en mai 2025 par le sélectionneur Hajime Moriyasu. Il n'avait jusqu'ici jamais été appelé en sélection, que ni même dans les équipes de jeunes.

## Style de jeu
Junnosuke Suzuki est un défenseur central qui a été formé au poste de milieu défensif avant de reculer durant sa formation. Il est décrit comme un joueur habile balle au pied, qui participe à la construction du jeu avec un bon sens de l'anticipation et de positionnement.